# انجمن جوانان کویت
انجمن جوانان کویت (به عربی: رابطة الشباب الکویتی) جریان اصلی سازمان جوانان چپ در کویت است که در سال ۲۰۰۶ تحت نام انجمن ملی دموکراتیک جوانان تأسیس شد. هدف آن ایجاد نسل جدیدی از کویتی‌ها است که به خدمات اجتماعی علاقه‌مند هستند و به جوانان کمک می‌کند تا به اهداف خود دست یابند. همچنین انجمن به مسائل جوانان مانند آموزش، بیکاری و فعالیت جوانان علاقه دارد.

## تاریخچه
اعضای مجمع دموکراتیک کویت (به عربی: المنبر الداخلیة الوطنیة الکویتی) انجمن ملی جوانان دموکراتیک (به عربی: رابطة الشباب الوطنی الداخلیة) را به عنوان شاخه جوانان خود در سال ۲۰۰۶ برای تمرکز بر مسائل فرهنگی و اجتماعی که جوانان در کویت با آن روبرو هستند تأسیس کردند.

## ساختار سازمانی
بالاترین مرجع در انجمن، کنوانسیون آن است که هر دو سال یکبار برگزار می‌شود. این کنوانسیون یک هیئت اجرایی را انتخاب می‌کند که کمیته‌هایی را ایجاد می‌کند و اعضایی را با وظایف ویژه منصوب می‌کند و امور روزمره انجمن را اداره می‌کند. هیئت اجرایی فعلی متشکل از عبدالوهاب النجدی به عنوان رئیس، ابراهیم عوض به عنوان نایب رئیس، علی السالم به عنوان منشی و عبدالغفور اسیری به عنوان خزانه دار است.

## مسائل محلی
این انجمن در پیشبرد دستور کار خود بسیار فعال است و کمپین‌های مردمی و سمینارهایی را برای این کار سازماندهی می‌کند.

### نبیحه ۵
در حالی که اکثر سازمان‌های دارای صف‌بندی سیاسی از کمپین نقشه‌برداری مجدد انتخاباتی نبیحه ۵ در سال ۲۰۰۶ حمایت کردند، انجمن با آن مخالفت کرد زیرا آن را یک توزیع مجدد ناعادلانه می‌دانست که فرقه‌های جامعه را به حاشیه می‌برد.

### خصوصی‌سازی انبوه
در سال ۲۰۱۰، انجمن، همراه با اتحادیه کارگران نفت و سایر جوامع مدنی، کمپینی را علیه طرح خصوصی‌سازی پیشنهادی دولت رهبری کردند. این سازمان ادعا کرد که این طرح در درازمدت طبقات متوسط و کارگر کویت را نابود خواهد کرد و آن را خلاف قانون اساسی توصیف کرد.

### آزادی آموزش
این انجمن مدافع این است که حق هر دانشجوی آموزش عالی است که بین محیطی با آموزش مشترک و محیط جدا شده انتخاب کند، و خود هم‌آموزش را تأیید نمی‌کند.

### اعتراضات جمعه ۲۰۱۱
یکی از رویدادهای اصلی در عرصه سیاسی در کویت در سال ۲۰۱۱، تظاهرات جمعه بود که توسط نمایندگان اسلام‌گرا و مورد حمایت قبایل و برخی از گروه‌های جوانان رهبری می‌شد. انجمن نه شرکت کرد و نه از اعتراضات حمایت کرد، زیرا دید که بسیاری از افراد فاسد در آن دست داشته‌اند، با این حال انجمن منکر این نیست که حق هر کویتی است که اجتماعات سیاسی داشته باشد.

### اتهامات رشوه ۲۰۱۱ نماینده مجلس
یک روزنامه ادعا کرد که برخی از نمایندگان مجلس ممکن است تا ۲۵ میلیون دینار کویت سود برده باشند و در حساب‌های بانکی خود نگهداری می‌شوند. این انجمن با صدور بیانیه ای به مطبوعات خواستار تصویب قوانین شفافیت اطلاعات و قانونی برای افشای دارایی‌های افراد در پست‌های رهبری در دستگاه‌های اجرایی، مقننه و قضایی توسط نهاد مقننه شد.

## مکان
در حال حاضر مقر این سازمان در جامعه فرهنگی و اجتماعی زنان در خالدیه، بلوک ۲، خیابان سالم بن علی بوگاماز واقع شده است.

## رهبران

### ۲۰۰۶–۲۰۰۹
- علی حسین العوضی، رئیس
- شروق الشماری، منشی

### ۲۰۰۹–۲۰۱۱
- احمد سود، رئیس
- محمد الحسن، منشی

### ۲۰۱۱–۲۰۱۳
- احمد سود، رئیس
- محمد الحسن، معاون رئیس

### ۲۰۱۳–۲۰۱۴
- عبدالوهاب النجدی، رئیس
- ابراهیم عوض، معاون رئیس
- عبدالغفور حاجیه، نماینده در ائتلاف مدنی کویت

### ۲۰۱۴–۲۰۱۶
- عبدالوهاب النجدی، رئیس
- ببه الخشتی، معاون رئیس

### ۲۰۱۶–۲۰۱۸
- ببه الخشتی، رئیس
- عبدالغفور حاجیه، معاون رئیس

### ۲۰۱۸–۲۰۲۲
- فلاح الخالدی، رئیس
- رائد التمیمی، معاون رئیس